# Itaí
Itaí là một đô thị ở bang São Paulo của Brasil. Đô thị này nằm ở vĩ độ 23º25'04" độ vĩ nam và kinh độ 49º05'26" độ vĩ tây, trên khu vực có độ cao 614 m. Dân số năm 2004 ước tính là 22.690 người. 
Đô thị này có diện tích 1112,3 km². 

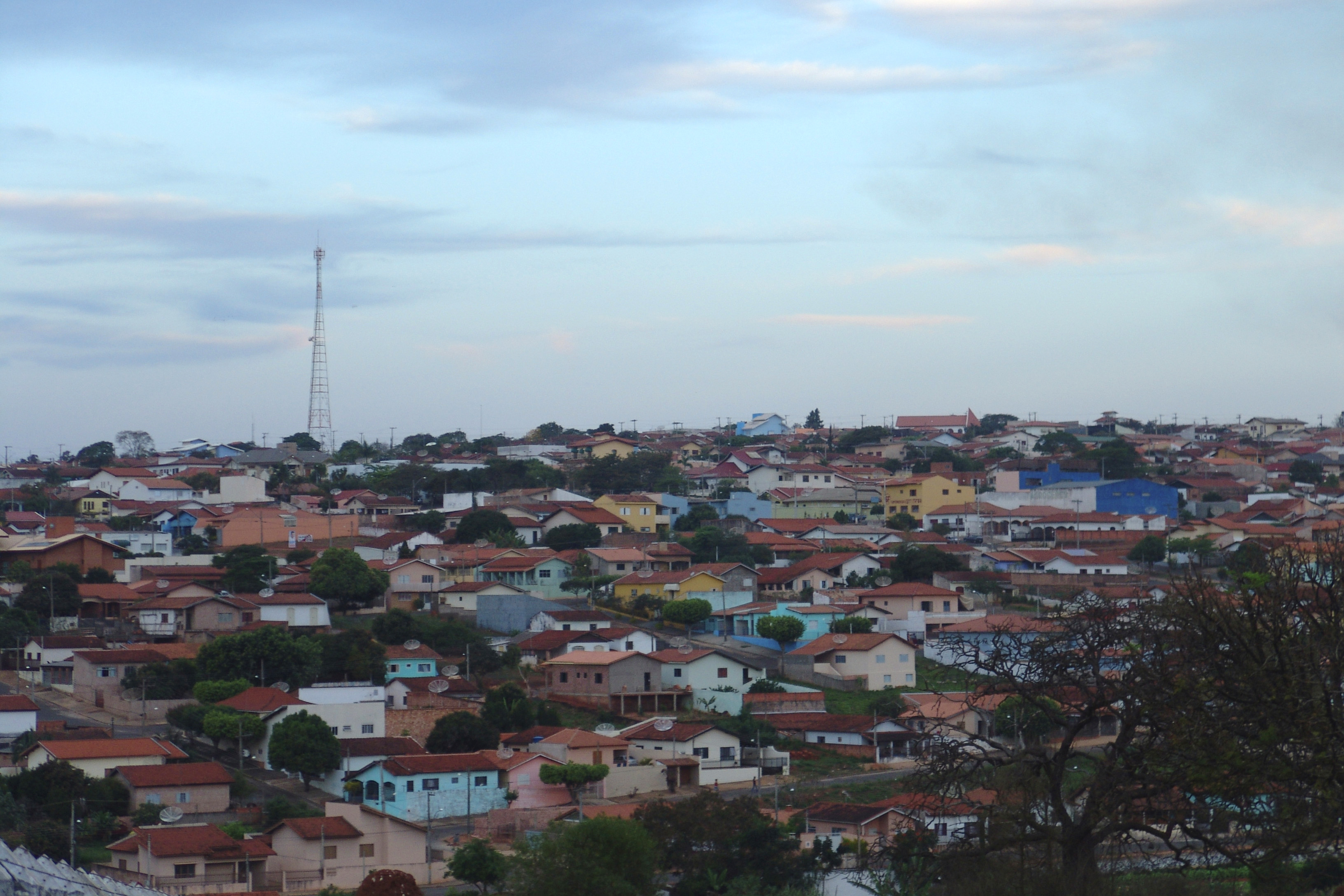
Vista do município

## Các đô thị giáp ranh
- Bắc: Piraju, Cerqueira César, Arandu và Avaré
- Nam: Itapeva và Itaberá
- Đông: Paranapanema
- Tây: Tejupá, Taquarituba và Coronel Macedo

## Thông tin nhân khẩu
Dữ liệu dân số theo điều tra dân số năm 2000
Tổng dân số: 21.039
- Dân số thành thị: 16.903
- Dân số nông thôn: 4.136
  - Nam giới: 10.801
  - Nữ giới: 10.238

Mật độ dân số (người/km²): 18,91
Tỷ lệ tử vong trẻ sơ sinh dưới 1 tuổi (trên một triệu người): 21,62
Tuổi thọ bình quân (tuổi): 68,41
Tỷ lệ sinh (số trẻ trên mỗi bà mẹ): 2,80
Tỷ lệ biết đọc biết viết: 87,51%
Chỉ số phát triển con người (HDI-M): 0,728
- Chỉ số phát triển con người - Thu nhập: 0,655
- Chỉ số phát triển con người - Tuổi thọ: 0,723
- Chỉ số phát triển con người - Giáo dục: 0,805

(Nguồn: IPEADATA)

## Sông ngòi
- Sông Paranapanema
- Represa de Jurumirim

## Các xa lộ
- SP-255
- SP-268
- SP-270